# Lito Barrios
César Manuel "Lito" Barrios (Asunción, 25 de febrero de 1976) es un pianista, compositor y director de orquesta paraguayo. Él fundó a la Orquesta Sinfónica Juvenil de Paraguay en 1997.

## Biografía
Barrios inició sus estudios en la Escuela Normal de Música y luego continuó con José Luis Miranda y Luis Szarán. Participó en Asunción de cursos de perfeccionamiento con maestros de Brasil, EUA y Austria. Como pianista acompañante, Barrios actuó en Argentina, Brasil y Uruguay. Sus dos composiciones destacadas, El Sol Alunado y Preludio, Fuga y Extradición fueron estrenadas por la Orquesta Sinfónica de la Ciudad de Asunción.
En 1996, Barrios debutó como director de orquesta con la Orquesta Sinfónica de la Ciudad de Asunción, en la cual luego se incorporó como asistente de dirección. En ese mismo año, Barrios obtuvo el primer premio en el Concurso Nacional de Piano, accedendo a una beca de estudios en Francia. Actualmente, se desempeña como docente en el Barrios Conserv y el Conservatorio Municipal de Música. 
Barrios también publicó varios libros sobre partituras, discos y escritos. Su libro Secretos del Himno Nacional, publicado en 2018, fue su primer material de investigación histórico musical.

## Composiciones
- El Sol Alunado (1996)
- Preludio, Fuga y Extradición (1996)

## Libros
- El Piano de Mangoré (2004)[4]
- Secretos del Himno Nacional (2018)[5]